# سيسلي وليامز
سيسلي وليامز (بالإنجليزية: Cicely Williams)‏ هي طبيبة جامايكية، ولدت في 2 ديسمبر 1893 في جامايكا، وتوفيت في 13 يوليو 1992 في أكسفورد في المملكة المتحدة.